# Palais Trabia
Pour les articles homonymes, voir Trabia et Villa Trabia.
 (juillet 2016).
Si vous disposez d'ouvrages ou d'articles de référence ou si vous connaissez des sites web de qualité traitant du thème abordé ici, merci de compléter l'article en donnant les références utiles à sa vérifiabilité et en les liant à la section « Notes et références ».
Le palais Trabia est un bâtiment historique à Santo Stefano di Camastra, dans la province de Messine, en Sicile. Il abrite un musée de la Céramique.

## Histoire
Le palais a été construit par Giuseppe Lanza Barresi, à la fin du XVIIe siècle. Situé sur une vaste terrasse. Le bâtiment a subi une série d'opérations, jusqu'à la seconde moitié du XIXe siècle. 
Le musée contient de nombreuses céramiques artistiques des maîtres potiers italiens, dont Pompeo Pianezzola, Alessio Tasca, Carlo Zauli, Rocco Famularo, Filadelfio Todaro, Rosa Maria Raffaele, Giuseppe Prinzi et Federico Bonaldi. Au rez-de-chaussée, se trouve une collection de tuiles anciennes, objets traditionnels et des pots peints à la main.